# Antonius Andreae
Antonius Andreae, auch Antonio Andreas, Antonio Andrés, Antoni Andreu (* um 1280 in Tauste, Aragon; † 1320) war ein spanischer Franziskaner und Schüler von Johannes Duns Scotus.
Über sein Leben ist wenig bekannt. Er studierte vermutlich zunächst an der Universität Lleida und etwa in den Jahren 1304 bis 1307 in Paris, wo zugleich Duns Scotus lehrte. Bekannt ist, dass Andreae im Jahr 1315 an der Universität Lleida unterrichtete. Sein Spitzname lautete Doctor Dulcifluus, gelegentlich auch Doctor Scotellus (eine Bezeichnung, die auch für Peter of Aquila verwendet wurde).
Seine Quaestiones super XII libros Metaphysicae Aristotelis wurden im Jahr 1481 gedruckt.